# Route nationale 46 (France)
Pour les articles homonymes, voir Route nationale 46.
La route nationale 46 ou RN 46 n'existe plus de nos jours. Elle a été déclassée en D 946 dans les années 1970. Elle reliait autrefois Marle-sur-Serre à Parois (commune de Clermont-en-Argonne).
Voir le tracé de la RN46 sur GoogleMaps

## Ancien tracé de Marle-sur-Serre à Parois

### Ancien tracé de Marle-sur-Serre à Rethel (D 946)
- Marle-sur-Serre (km 0)
- Montcornet (km 20)
- Fraillicourt (km 33)
- Seraincourt (km 40)
- Le Pavé, commune de Remaucourt (km 43)
- Écly (km 51)
- Rethel (km 58)

### Ancien tracé de Rethel à Vouziers (D 946)
- Rethel (km 58)
- Sault-lès-Rethel (km 60)
- Biermes (km 62)
- Ménil-Annelles (km 69)
- Pauvres (km 74)
- Mazagran, commune de Tourcelles-Chaumont (km 82)
- Bourcq (km 85)
- Vouziers (km 90)

### Ancien tracé de Vouziers à Parois (D 946)
- Vouziers (km 90)
- Grandpré (km 107)
- Saint-Juvin (km 113)
- Fléville (km 118)
- Varennes-en-Argonne (km 129)
- Boureuilles (km 133)
- Neuvilly-en-Argonne (km 137)
- Aubréville (km 139)
- Parois, commune de Clermont-en-Argonne (km 142)